# 二氟化钯
二氟化钯是一种钯元素和氟元素形成的无机化合物，化学式为PdF2。

## 制备
将三氟化钯（PdII[PdIVF6]）与四氟化硒（SeF4）一起回流可制得二氟化钯：
Pd[PdF6] + SeF4 → 2PdF2 + SeF6

## 结构与顺磁性
与同族的二氟化镍类似，PdF2采用金红石型晶体结构，其中含有八面体配位的钯，电子排布为t6
2g e2
g。这样的排布导致了PdF2中钯的eg轨道有两个不成对电子而具有顺磁性。